# David McReynolds
David Ernest McReynolds (né le 25 octobre 1929 à Los Angeles et mort le 17 août 2018 à New York) est un homme politique américain et activiste social.
Figure éminente du socialisme démocratique et du militantisme pacifiste aux États-Unis, il est membre du Parti socialiste des États-Unis (SPUSA).

## Biographie
David McReynolds naît à Los Angeles d'une mère infirmière et d'un père lieutenant dans l'Armée de l'air. En 1951, il rejoint le Parti socialiste d'Amérique (SPA) et, en 1953, il est diplômé en science politique de l'UCLA. Entre 1957 et 1960, il travaille pour le comité de rédaction du magazine de gauche Liberation. Il était ouvertement gay et écrit son premier article à propos de la vie en tant qu'homme gay en 1969.

### War Resisters League
David McReynolds était farouchement opposée à la guerre et à la conscription. En 1960, il rejoint la War Resisters League (en) (LMR), où il travaille jusqu'à sa retraite en 1999. En 1965, il donne des conférences sur « La vieille gauche et la nouvelle gauche » à la Free University of New York (en) nouvellement créée.
Le 6 novembre 1965, il est l'un des cinq hommes à brûler publiquement leurs documents de conscription lors d'une manifestation anti-guerre à Union Square à New York. Il s'agit alors d'une des premières manifestations de ce type à la suite du changement législatif qui rend passible de 5 ans de prisons un tel geste.
Il est un ami proche de Bayard Rustin et d'autres éminents militants de la paix, ainsi que de figure littéraires comme Quentin Crisp. En 1968, il signe le manifeste Writers and Editors War Tax Protest, et s'engage à ne pas payer ses impôts en signe de protestation contre la guerre du Vietnam.
Il est alors particulièrement actif à l'international, à la fois dans l'Internationale des résistant(e)s à la guerre dont il a été président de 1986 à 1988, ainsi qu'au sein de la Confédération internationale pour le désarmement et la paix, qui ont finalement fusionné au sein du Bureau international de la paix.

### Parti socialiste
Durant sa carrière politique, McReynolds s'est porté candidat au Congrès des États-Unis pour Lower Manhattan à deux reprises, ainsi qu'au poste de président des États-Unis, également à deux reprises. En 1958, il est candidat write-in, alors qu'en 1968 il porte les couleurs du Parti paix et liberté dans le 19e district de New York, rassemblant 4,7 % des voix (3 969 voix). En 1980, il est candidat au poste de président des États-Unis comme candidat du SPUSA, avec Diane Drufenbrock en comme candidate à la vice-présidence. Ils rassemblent 6 994 voix (soit 0,01 % des suffrages),. Il est de nouveau candidat en 2000, avec Marie de Cal Hollis comme colistière. Le ticket rassemble 5 602 voix. Tant en 1980 qu'en 2000, McReynolds est soutenu par le Liberty Union Party (en), dans le Vermont.
En janvier 2015, le comité national du Parti socialiste des États-Unis vote le renvoi de McReynolds pour des commentaires jugés racistes sur les médias sociaux concernant l'attentat contre Charlie Hebdo et l'affaire Michael Brown. Il démissionne du SPUSA peu de temps après.

### Campagne sénatoriale de 2004
Le 10 juillet 2004, David McReynolds annonce sa candidature au Sénat des États-Unis pour le Parti vert des États-Unis, contre le démocrate sortant, Chuck Schumer. Il rassemble 36 942 voix, soit 0,5 % des suffrages.

### Fin de vie
En 2015, David McReynolds apporte son soutien à Bernie Sanders lors des primaires démocrates
Il meurt le 17 août 2018 à l'âge de 88 ans, à la suite d'une chute dans sa maison de New York.